# Campionati mondiali di sci alpino 1972
I Campionati mondiali di sci alpino 1972, 22ª edizione della manifestazione organizzata dalla Federazione internazionale sci, si svolsero in Giappone dal 5 al 13 febbraio nel contesto delle competizioni di sci alpino agli XI Giochi olimpici invernali di Sapporo 1972: le gare olimpiche di discesa libera, slalom gigante e slalom speciale assegnarono anche i titoli iridati, mentre i titoli di combinata ebbero solo validità ai fini dei Mondiali. Tutte la gare furono sia maschili sia femminili.

## Organizzazione e impianti
Le gare si disputarono sulle piste del monte Eniwa e di Sapporo Teine.

## Risultati

### Uomini

#### Discesa libera
| Pos. | Atleta           | Nazione     | Tempo   |
| ---- | ---------------- | ----------- | ------- |
| 1    | Bernhard Russi   | Svizzera    | 1:51,43 |
| 2    | Roland Collombin | Svizzera    | 1:52,07 |
| 3    | Heini Messner    | Austria     | 1:52,40 |
| 4    | Andreas Sprecher | Svizzera    | 1:53,11 |
| 5    | Erik Håker       | Norvegia    | 1:53,16 |
| 6    | Walter Tresch    | Svizzera    | 1:53,19 |
| 7    | Karl Cordin      | Austria     | 1:53,32 |
| 8    | Bob Cochran      | Stati Uniti | 1:53,39 |
| 9    | Josef Loidl      | Austria     | 1:53,71 |
| 10   | Marcello Varallo | Italia      | 1:53,85 |

#### Slalom gigante
| Pos. | Atleta             | Nazione        | Tempo   |
| ---- | ------------------ | -------------- | ------- |
| 1    | Gustav Thöni       | Italia         | 3:09,62 |
| 2    | Edmund Bruggmann   | Svizzera       | 3:10,75 |
| 3    | Werner Mattle      | Svizzera       | 3:10,99 |
| 4    | Alfred Hagn        | Germania Ovest | 3:11,16 |
| 5    | Jean-Noël Augert   | Francia        | 3:11,84 |
| 6    | Max Rieger         | Germania Ovest | 3:11,94 |
| 7    | David Zwilling     | Austria        | 3:12,32 |
| 8    | Reinhard Tritscher | Austria        | 3:12,39 |
| 9    | Andrzej Bachleda   | Polonia        | 3:12,42 |
| 9    | Alain Penz         | Francia        | 3:12,42 |

#### Slalom speciale
| Pos. | Atleta                    | Nazione     | Tempo   |
| ---- | ------------------------- | ----------- | ------- |
| 1    | Francisco Fernández Ochoa | Spagna      | 1:49,27 |
| 2    | Gustav Thöni              | Italia      | 1:50,28 |
| 3    | Roland Thöni              | Italia      | 1:50,30 |
| 4    | Henri Duvillard           | Francia     | 1:50,45 |
| 5    | Jean-Noël Augert          | Francia     | 1:50,51 |
| 6    | Eberhard Schmalzl         | Italia      | 1:50,83 |
| 7    | David Zwilling            | Austria     | 1:51,97 |
| 8    | Edmund Bruggmann          | Svizzera    | 1:52,03 |
| 9    | Tyler Palmer              | Stati Uniti | 1:52,05 |
| 10   | Andrzej Bachleda          | Polonia     | 1:52,26 |

#### Combinata
| Pos. | Atleta                 | Nazione   |
| ---- | ---------------------- | --------- |
| 1    | Gustav Thöni           | Italia    |
| 2    | Walter Tresch          | Svizzera  |
| 3    | Jim Hunter             | Canada    |
| 4    | Reto Barrington        | Canada    |
| 5    | Malcolm Milne          | Australia |
| 6    | Virgil Brenci          | Romania   |
| 7    | Robert Blanchaer       | Belgio    |
| 8    | Ivan Penev             | Bulgaria  |
| 9    | Resmi Resmiev          | Bulgaria  |
| 10   | Jorge-Emilio Lazzarini | Argentina |

### Donne

#### Discesa libera
| Pos. | Atleta                | Nazione        | Tempo   |
| ---- | --------------------- | -------------- | ------- |
| 1    | Marie-Theres Nadig    | Svizzera       | 1:36,68 |
| 2    | Annemarie Moser-Pröll | Austria        | 1:37,00 |
| 3    | Susie Corrock         | Stati Uniti    | 1:37,68 |
| 4    | Isabelle Mir          | Francia        | 1:38,62 |
| 5    | Rosi Speiser          | Germania Ovest | 1:39,10 |
| 6    | Rosi Mittermaier      | Germania Ovest | 1:39,32 |
| 7    | Bernadette Zurbriggen | Svizzera       | 1:39,49 |
| 8    | Annie Famose          | Francia        | 1:39,70 |
| 9    | Bernadette Rauter     | Austria        | 1:39,84 |
| 10   | Marta Bühler          | Liechtenstein  | 1:40,06 |

#### Slalom gigante
| Pos. | Atleta                | Nazione        | Tempo   |
| ---- | --------------------- | -------------- | ------- |
| 1    | Marie-Theres Nadig    | Svizzera       | 1:29,90 |
| 2    | Annemarie Moser-Pröll | Austria        | 1:30,75 |
| 3    | Wiltrud Drexel        | Austria        | 1:32,35 |
| 4    | Laurie Kreiner        | Canada         | 1:32,48 |
| 5    | Rosi Speiser          | Germania Ovest | 1:32,56 |
| 6    | Florence Steurer      | Francia        | 1:32,59 |
| 7    | Divina Galica         | Gran Bretagna  | 1:32,72 |
| 8    | Britt Lafforgue       | Francia        | 1:32,80 |
| 9    | Traudl Treichl        | Germania Ovest | 1:33,08 |
| 10   | Marta Bühler          | Liechtenstein  | 1:33,15 |

#### Slalom speciale
| Pos. | Atleta                | Nazione        | Tempo   |
| ---- | --------------------- | -------------- | ------- |
| 1    | Barbara Cochran       | Stati Uniti    | 1:31,24 |
| 2    | Danièle Debernard     | Francia        | 1:31,26 |
| 3    | Florence Steurer      | Francia        | 1:32,69 |
| 4    | Judy Crawford         | Canada         | 1:33,95 |
| 5    | Annemarie Moser-Pröll | Austria        | 1:34,03 |
| 6    | Pamela Behr           | Germania Ovest | 1:34,27 |
| 7    | Monika Kaserer        | Austria        | 1:34,36 |
| 8    | Patty Boydstun        | Stati Uniti    | 1:35,59 |
| 9    | Susie Corrock         | Stati Uniti    | 1:35,76 |
| 9    | Toril Førland         | Norvegia       | 1:35,76 |

#### Combinata
| Pos. | Atleta                | Nazione        |
| ---- | --------------------- | -------------- |
| 1    | Annemarie Moser-Pröll | Austria        |
| 2    | Florence Steurer      | Francia        |
| 3    | Toril Førland         | Norvegia       |
| 4    | Monika Kaserer        | Austria        |
| 5    | Laurie Kreiner        | Canada         |
| 6    | Gina Hathorn          | Gran Bretagna  |
| 7    | Judy Crawford         | Canada         |
| 8    | Rosi Mittermaier      | Germania Ovest |
| 9    | Marta Bühler          | Liechtenstein  |
| 10   | Divina Galica         | Gran Bretagna  |

## Medagliere per nazioni
| Pos. | Nazione     | Oro | Argento | Bronzo | Totale |
| ---- | ----------- | --- | ------- | ------ | ------ |
| 1    | Svizzera    | 3   | 3       | 1      | 7      |
| 2    | Italia      | 2   | 1       | 1      | 4      |
| 3    | Austria     | 1   | 2       | 2      | 5      |
| 4    | Stati Uniti | 1   | 0       | 1      | 2      |
| 5    | Spagna      | 1   | 0       | 0      | 1      |
| 6    | Francia     | 0   | 2       | 1      | 3      |
| 7    | Canada      | 0   | 0       | 1      | 1      |
| 7    | Norvegia    | 0   | 0       | 1      | 1      |